# Gretl
gretl – pakiet statystyczny typu open source wykorzystywany głównie w ekonometrii.

## Opis
Nazwa jest skrótem od Gnu Regression, Econometrics and Time-series Library. Program wyposażony jest w interfejs graficzny, może być używany wraz z pakietami X-12-ARIMA, TRAMO/SEATS, R, Octave oraz Ox. Napisany został w języku C, do tworzenia interfejsu graficznego używany jest GTK+, do generowania wykresów wykorzystywany jest gnuplot. Oprócz interfejsu graficznego, gretl oferuje także obsługę przez wiersz poleceń.
Oprócz wersji angielskiej i polskiej, program dostępny jest także w językach takich jak: albańskim, baskijskim, bułgarskim, chińskim, czeskim, francuskim, greckim, hiszpańskim, japońskim, katalońskim, niemieckim, portugalskim, rosyjskim, rumuńskim, tureckim, ukraińskim oraz włoskim.

## Obsługiwane typy plików
Gretl oferuje użytkownikowi własny format plików z pełną dokumentacją oparty na języku XML z rozszerzeniem gdt.
Możliwy jest także import danych z plików zapisanych w formatach ASCII, CSV, databank oraz w programach takich jak:  EViews, Excel, Gnumeric, GNU Octave, JMulTi, OpenDocument Spreadsheet, PcGive, RATS 4, SAS xport, SPSS czy też Stata. Dane mogą być eksportowane do formatu plików CSV oraz formatów obsługiwanych przez GNU Octave, R, Stata, JMulTi oraz PcGive.